# 傑克遜維爾大學
傑克遜維爾大學（Jacksonville University；縮寫：JU）是位於美國佛羅里達州傑克遜維爾的一所私立大學。它創立於1934年，原名傑克遜維爾初級學院（Jacksonville Junior College），1956年才開始提供四年制本科教育。2019年《美國新聞與世界報道》將其列在南方地区大学排名中的第56位。

## 外部連接
- Jacksonville Athletics website （页面存档备份，存于）

30°21′12″N 81°36′16″W / 30.353206°N 81.604568°W